# Anomis umbrata
Anomis umbrata là một loài bướm đêm trong họ Erebidae.